# Dith Pran
Dith Pran (Siem Riep, 27 de septiembre de 1942 - Nueva Jersey, 30 de marzo de 2008) fue un fotógrafo camboyano más conocido como refugiado y superviviente del genocidio camboyano, inspirador de la película The Killing Fields (Los gritos del silencio, Roland Joffé, 1984). En la película, su papel fue interpretado por Haing S. Ngor, quien ganó un Óscar al mejor actor de reparto.

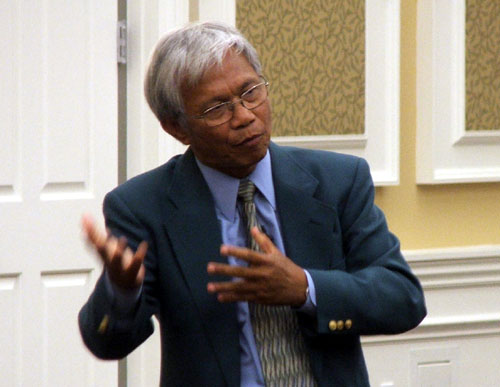
Dith Pran durante una conferencia.

En 1975, Pran y el reportero del New York Times, Sydney Schanberg, se quedaron en Camboya para cubrir la caída de la capital, Phnom Penh, en manos de la guerrilla comunista de los «Jemeres Rojos» (Khmer Rouge). Schanberg y otros periodistas extranjeros fueron autorizados a abandonar el país tras la intervención de Pran, pero no el periodista. Cuando miles de camboyanos fueron obligados a trabajar en campos de trabajo forzado, Pran soportó cuatro años la hambruna y tortura antes de escapar a Tailandia el 3 de octubre de 1979. Un año después se trasladó a Estados Unidos.
En 1976 el periodista estadounidense Sydney Schanberg obtuvo el premio Pulitzer por sus crónicas en Indochina. Al recibir el galardón, lo dedicó a su colega, aún supuestamente desaparecido en las selvas de Camboya.
Pran acuñó la expresión "campos de la muerte" (Killing Fields) para referirse a los grupos de cadáveres y osamentas de las víctimas que encontró durante su huida de más de 40 millas. Sus tres hermanos, su padre y unos cincuenta familiares directos murieron en Camboya.
Desde 1980, Pran trabajó como fotoperiodista para el New York Times en los Estados Unidos. También protagonizó varias campañas a favor del reconocimiento de las víctimas del genocidio camboyano, especialmente como fundador y presidente de la «The Dith Pran Holocaust Awareness Project». En 1998 le fue otorgada la Medalla de Honor de la Isla Ellis y el Premio a la Excelencia del Centro Internacional de Nueva York. En una entrevista reciente dijo:

«Parte de mi vida es salvar la vida. No me considero un político ni un héroe. Soy un mensajero. Si Camboya sobrevive, necesita muchas voces»

Pran falleció el 30 de marzo de 2008 a los 65 años, tras ser diagnosticado, cuatro meses antes, de cáncer de páncreas.